# Widget toolkit
Un widget toolkit (littéralement : « boîte à outils de composants d'interface graphique ») est une bibliothèque logicielle destinée à concevoir des interfaces graphiques.